# محمدامین میرفندرسکی
محمدامین (داریوش) میرفندرسکی (۴ آذر ۱۳۱۰ - ۲۰ خرداد ۱۳۸۸) یک معمار و طراح موزه ایرانی بود. او نسلی نو از معماران ایرانی را که در آثارشان به چیزی بیش از زیبایی بصری و کمپوزیسیون فرمی (آنگونه که در بوزار پاریس مدنظر بود) تربیت کرد. آنها این روش را "معماری انسانی" می‌نامیدند. آنها مسایل اجتماعی، ادبیات، شعر و فلسفه را اساس مبانی نظری معماری خود قرار می‌دادند. او دارای دکترای معماری و شهرسازی از دانشگاه فلورانس ایتالیا بود. او «مرد معماری و مرمت ایران» لقب گرفته بود.
میرفندرسکی در ۷۸ سالگی، بر اثر سرطان، در بیمارستان ایرانمهر تهران درگذشت.

## استاد در منظر دوستان و همکاران
محمد منصور فلامکی:
بحث‌کردن دربارهٔ چیزی که قرار است ساخته شود و ضابطه‌هایی که معمار را راهنما می‌کند و از سوی دیگر به نقد گذاشتن این مقالات و خارج کردن فضای آموزشی دانشکده از مباحث صرفاً تئوریک از جمله کارهایی بود که زنده‌یاد میرفندرسکی با حضور خود در دانشکدهٔ هنرهای زیبا انجام داد.
با حضور میرفندرسکی و مباحثی که مطرح می‌کرد تمام فارغ‌التحصیلان و دانشجویان تلاش داشتند تا به آفریده‌های خود ارزشی نو دهند. آوردن نقد به فضای معماری در واقع گشودن بحث شفاهی و مکتوب در این عرصه بود و به شکلی تسری پیدا کرد که حتی فضای فکری دانشجویان مجسمه‌سازی، نقاشی و موسیقی نیز به تعامل با معماری رسید. در این فضا میرفندرسکی معتقد بود که نقد معماری تنها مرتبط به معماری نیست بلکه به رشته‌های پنج‌گانهٔ دیگر نیز می‌اندیشد.
دکترفرخ باور:
از محمد امین میرفندرسکی خیلی چیزها می شد یاد گرفت و یاد گرفتیم و این یاد گرفتن آن قدر ساده و راحت جزو فرهنگ و دانستنی‌های ما شد که خودمان هم نمی دانیم منشاء آن همه، محمد امین میرفندرسکی بوده‌است.
داشتیم صحبت می‌کردیم و صحبت ما وسط راه بود اما او خسته شد و رفت. ما باور نکردیم و به صحبت ادامه دادیم و هنوز منتظر جواب و نکته سنجی‌ها و نظرهایش هستیم. و این کمال بی معرفتی هست. شاید او بگوید کسی را برای دیالوگ، آن طور که او می خواست یافت نکرد. شاید هر کسی برای خودش حرف می زد و او هم صحبتش را قطع کرد و رفت.
یک مرد بزرگ از ایده‌ها حرف می زند . یک مرد بزرگ مشکلات بزرگ نیز دارد و با رنج‌های بزرگتری دست و پنجه نرم می‌کند . رنج‌هایی که تمام توانایی‌ها و ضعف‌های مرد بزرگ را به مبارزه می کشاند و مرد بزرگ نمی تواند شانه خالی کند . شانه‌های مرد بزرگ گرد نیست . اما آیا تضادهای درونی یک مرد بزرگ به همان نسبت بیشتر و نیرومند تر است یا اینکه مرد بزرگ کامل تر و هماهنگ تر است ، نمی دانم . اما به دنبال این هستم که داریوش ، محمد امین میر فندرسکی ، با آن همه فراز و نشیب زندگی و مبارزه و خلاقیتش ، چه بود ؟ که بود ، جمع اضداد بود ؟ همه چیز بود ؟ یک روانشناس حساس می‌تواند در هر شخصیتی یک سنتز پیدا کند . ذات او را بیابد . وگرنه انسان در میان جنبه‌های بسیار زیاد و نیرومند شخصیتی مانند محمدامین میر فندرسکی گم می‌شود و دیگران را هم اگر گمراه نکند به جایی هم نمی‌رساند.
سید محسن حبیبی:
او در دوره خود همسو با جهان پیش می‌رفت و همانطور که سال 48 تمام دنیا به لحاظ آموزشی دچار دگرگونی شد و نقد جدی مدرنیزم با شروع قرن بیستم آغاز گشت و در همه جا رخنه کرد. او و گروهی از همسالان خود نیز چنین حرکتی را آغاز کردند و به نقد آموزش،پژوهش و هنر دست زدند که این اتفاق تنها خلاصه به معماری نمی‌شد بلکه سایر گرایش‌های هنری را نیز در بر می‌گرفت.
فریار جواهریان:
متاسفم که خیلی دیر با زنده‌یاد میرفندرسکی آشنا شدم، اما همیشه یادم است که ایشان تأکید داشتند مبانی نظری در معماری مشخص است..
بهرام فریور صدری:
در حالی که معماری تبلور فضای فرهنگی یک جامعه است و برای این‌که معماری دوره‌ای را بشناسیم، باید فرهنگ آن جامعه را بدانیم و از آنجا که جامعهٔ ما به لحاظ فرهنگی عقب‌افتاده است پس تحمل پذیرش فرهیختگان را ندارد و آن‌ها را دفع می‌کند.
ایشان نگاه خوب و درستی به فضا داشت، اما متاسفیم که در آن زمان از فضای معماری و شهرسازی کنار گذاشته شد و هرچه ما تلاش کردیم که ایشان را وارد بازی عملی کنیم، اما تمام درها به روی ما بسته شد.
جامعهٔ ما در شرایط لازم بیشتر تولید آشغال می‌کند و چون میرفندرسکی تولیدکنندهٔ آشغال نبود مورد پذیرش اطرافیان قرار نگرفت.
کامران صفامنش:
زنده‌یاد میرفندرسکی حق بزرگی بر گردن نقد معماری ایران دارد، زیرا حضور ایشان در دانشگاه تهران هم‌زمان با پا گرفتن یک سنت جدید در این مجموعه بود.
میرفندرسکی اولین کسی است که بحث معماری را از زوایای غیرمعمارانه بررسی کرد و برای اولین‌بار در دانشگاه تهران از رابطهٔ معماری و سینما سخن گفت و بعدتر معماری را از نظر هنرهای تجسمی نگاه کرد. در حالی که همان‌زمان دانشجویان سال بالایی ما اندیشهٔ مناسبی نسبت به این برخورد و تفکرات نداشتند و سنت موجود این نقد را نمی‌پذیرفتند.
ما در کلاس‌های میرفندرسکی یاد گرفتیم که با موسیقی، شکل و خط بکشیم و اجازه داشتیم با دوربین عکاسی حرکت کنیم و ترکیب‌های معماری را در قاب دوربین ثبت نماییم. میرفندرسکی اولین کسی بود که مباحث جدیدی را در کلاس خود مطرح کرد و در این حوزه به‌شدت به مباحث فلسفی تأکید داشت.او توانسته بود در آن زمان در دانشکده‌ای که فضا و پذیرش نقد را نداشت، احترامی ویژه برای خود کسب کند. در واقع آگاهی و اخلاق از جمله چیزهایی بود که میرفندرسکی برای ما به یادگار گذاشت. درحالی که امروزه در جامعهٔ حرفه‌ای ما به‌شدت اخلاق‌گرایی بی‌رونق شده‌است.
یزدان‌هوشور:
تلفیق حجم معماری با طبیعت و آنچه که در گذشته وجود داشت از جمله مواردی است که میرفندرسکی در کلاس‌هایش از آن سخن می‌گفت و ما امروز تازه می‌فهمیم که این صحبت‌ها یعنی چه.
او به ما یاد داد که معماری فقط روی زمین نیست بلکه در فضا،آب و غیره وجود دارد و در حقیقت این معماری در مغز ما شکل می‌گیرد.
به پاس خدمات ارزشمند ایشان مراسم تکریمی به همت بنیاد نخبگان استان گلستان و با همکاری موسسه فرهنگی میرداماد در سال 1397 با حضور جمعی از مسئولان، هنردوستان، دانشجویان و مستعدین برتر برای ایشان برگزار شد.
اطلاعات بیشتر: http://ammi.ir/اخبار-و-مقالات/اخبار-معماری-و-شهرسازی/معماری-شکل-کالبد/#ixzz2gU6h3BnZ

## همفکران او
اصالت- سیاوش تیموری- داراب  دیبا-سیمون ایوازیان-اصغر ساعد سمیعی - لطیف ابوالقاسمی - منوچهر مزینی 
-منوچهر  طبیبیان - سیروس باور-فرخ باور -محمد منصور فلامکی -سعید یاری
ایرج شهروز تهرانی و 
اعضاء گروه هنرهای تزئینی و موسیقی
اطلاعات بیشتر: http://ammi.ir/اخبار-و-مقالات/مقالات-معماری-و-شهرسازی/بیاد-محمد-امین-میرفندرسکی/#ixzz2gU4hwAfE

## از دانشجویان برجسته او
سید علیرضا قهاری-انوشه منصوری-گیتی اعتماد-حمید ماجدی-مرضیه برومند-

## فعالیت‌ها
- استادیاری و دانشیاری دانشکده هنرهای زیبا، دانشگاه تهران (۱۳۴۲-۱۳۵۶)
- ریاست دانشکده هنرهای زیبا - دانشگاه تهران (۱۳۴۷-۱۳۵۰)
- استاد مدعو دانشکده معماری کمبریج -(۱۳۶۱-۱۳۶۸)
- بنیان‌گذاری اندیشه نو در آموزش هنر و معماری
- ایجاد هم‌پیوندی میان آموزش معماری، هنرهای تصویری و نمایشی و موسیقی
- طراحی موزه بزرگ خراسان
- برگزاری جلسات شب شعر در منزل شخصی اش که باعث آشنایی دانشجویان زیادی با فضای شعر در ایران گردند
- تلاش برای ثبت جهانی باغ ایرانی
- تلاش برای عبور مترو اصفهان از نقشه‌ای صحیح که هم‌زمان به مقوله گردشگری نیز کمک نماید
- چاپ مجموعه شش جلدی در مورد مرکز تاریخی اصفهان، کاشی در معماری ایران و باغ ایرانی[۳]

در دوران ریاست دانشکده دکتر میرفندرسکی معماران معروفی چون آلوار آلتو - برونو زوی - کوارونی - کنزوتانگه و دیگران به ایران دعوت شدند که توانستند روند آموزشی معماری دانشکده را در جهتی که پیشرفت مینمود تائید نمایند و راهکارهائی بس ارزشمند به اساتید بشناسانند.
اطلاعات بیشتر: http://ammi.ir/اخبار-و-مقالات/مقالات-معماری-و-شهرسازی/بیاد-محمد-امین-میرفندرسکی/#ixzz2gU4hwAfE

## تاریخ شفاهی در مورد او
یکی از اعضای نزدیک به انجمن مفاخر معماری ایران طی یک همکاری غیر انتفاعی مسئولیت انجام پروژه تاریخ شفاهی محمد امین میرفندرسکی را بر عهده گرفته‌است.این پروژه تحقیقاتی به سفارش [انجمن مفاخر معماری ایران] و به نظارت انجمن تاریخ شفاهی معماری و شهرسازی ایران در دست انجام می‌باشد.گفته می‌شود این فرد که خود وضعیت تدریس اش در دانشگاه و عقایدش بی تأثیر از عقاید میرفندرسکی نبوده‌است در حاشیه یکی از جلسات انجمن مفاخر معماری ایران در موزه هنر امام علی(ع) با یکی از سخنرانان جلسه که مطالبی خلاف واقع در مورد میرفندرسکی گفته بود بحث‌هایی کرده‌است و انگیزه اصلی او از قبول پیشنهاد انجام این پروژه همین دروغ پردازی‌ها و تخریب‌هایی بوده‌است که رقبای قدیمی میرفندرسکی در نبود او انجام می دهند

## منبع
1. ↑  «پیکر دکتر میرفندرسکی ۲۳ خرداد تشییع می‌شود». همشهری آنلاین. ۲۲ خرداد ۱۳۸۸. دریافت‌شده در ۱۶ تیر ۱۳۸۸.[پیوند مرده]
2. ↑  ««محمدامین میرفندرسکی» درگذشت». وب‌گاه شبکه خبر. ۲۲ خرداد ۱۳۸۸. بایگانی‌شده از اصلی در ۱۷ اوت ۲۰۱۴. دریافت‌شده در خرداد ۱۳۸۸. تاریخ وارد شده در |تاریخ بازدید= را بررسی کنید (کمک)
3. ↑  «پیکر دکتر میرفندرسکی ۲۳ خرداد تشییع می‌شود». همشهری آنلاین. ۲۲ خرداد ۱۳۸۸. دریافت‌شده در ۱۶ تیر ۱۳۸۸.[پیوند مرده]